# Haflingi kisló
A haflingi kisló vagy avelignese ló (németül: 'Haflinger') osztrák eredetű hidegvérű lófajta. Szőke szépségnek is becézik, nevét egy kis dél-tiroli hegyi falunak, Haflingnek köszönheti. A hegyvidékek biztos járású lova, amelyet a helybeli parasztok málhás- és kocsilóként használtak. A világ minden táján 17 országban megtalálható, négy földrészen 22 tenyésztőszervezet mintegy 250 000 lovat regisztrál.
A 19. század végén tenyésztették ki ezt a relatíve apró méretű, gesztenyeszínű lovat, mozgásformái energetikusak, de simák, izmosak, de elegánsak. Eredete a középkorra nyúlik vissza, több elmélet is van. Eredetileg terepen használták, ezért erről híresek. Mai konformációja és megjelenése annak eredménye, hogy az eredeti tiroli pónit keresztezték arab telivérekkel és más európai fajokkal is.

## Története
A haflingi ló Dél-Tirol alpesi farmjairól származik. A területen őshonos, kis termetű lovak képezték a fajta alapját. Ezek a lovak hegyi málhás lovakként végezték mindennapi munkájukat Tirolban. A fajta kialakulásában a törököktől zsákmányolt arab lovak is részt vettek.

## Jellemzői
Elegáns testfelépítésű, harmonikus kisló. A feje nemes, száraz, arányos a ló nagyságával. Szemei nagyok, kifejezésteljesek, előre irányulóak. Nyaka középhosszú, a fej felé haladva elvékonyuló, tág orrlyukak jellemzik. A hát középhosszú, jól izmolt, a mozgás lendületét kell követnie. A kancák marmagassága 138–145 cm bottal mérve, szalaggal 147–155 cm között. Övméretük 170–190 cm, szárkörméretük 18–21 cm. A mének optimális marmagassága 140–148 cm bottal mérve, szalaggal 148 és 158 cm között. Övméretük 170–190 cm, a szárkörméret 18–21 cm. A csikók 6 éves korukban érik el a teljes kifejlettséget. Színe a világos sárgától a szénasárgáig terjed, ez a kívánatos fedőszőrszín, mindig egyértelműen fehér, világos hosszú szőrökkel. A szín nagyon fontos, a fajtisztaságnál a fedőszőrök nem lehetnek tűzöttek. A fejen lehetnek jegyek, de nem feltétlenül, a túl sok jegy a tenyésztésből való kizárást jelentheti. A láb jegyei, ha szolidak, akkor elnézhetőek, de a fehér, vagy harisnyás láb szintén kizáró ok lehet.   
Természetére a kiegyensúlyozottság jellemző, fontos értékmérő tulajdonságai a hosszú élettartam és a termékenység. Jó hústartó, ellenállóképes, fáradhatatlan. Mozgása lépésben laza, határozott, de könnyű talajfogású. Kisebb mértékű akciós mozgás jellemző rá.  Tartása egyszerű, takarmányigénye alacsony.
Hosszú életűek, 40-45 évig élnek.

## Hasznosítása
Versenyszerű sportágakra kevésbé alkalmas, mint a szabadidősportokra. Univerzális ló, amely fogatban és nyereg alá egyaránt jól használható. Könnyen kezelhető, nem különösebben lovasigényes, alapvetően barátságos természetű. Könnyen kondícióban tartható, nem különösebben igényes. Hegyvidéki terepen nagyszerűen használható, jó kirándulóló. Figyelmes, együttműködő, így lovasiskolák is szívesen használják. Megnyerő külleme is elősegíti népszerűségét.

### Tenyésztése
A fajta tudatos tenyésztése az 1880-as évek utolsó negyedében indult el Dél-Tirolban. Az első szakaszban néhány mén határozta meg a fajta kialakulását. Az 1870-ben született 249 Folie, fiai Folie és Hafling és az 1868-as születésű 133 El Bedavi XII. arab félvér ló is, amely működött Bábolnán is fedezőménként. Innen számítjuk a fajtatiszta tenyésztést. 1897-1904 között a fajta fejlődésének második korszakában alakulnak meg az első tenyésztőtársaságok Huyn gróf közreműködésével. Kidolgozzák a tenyésztési szabályokat és ezáltal a tenyésztést konszolidálttá tették. Az első Haflingi Lótenyésztő Társaság 1904-ben Möltenben alakult meg. Az 1912-1923 közötti harmadik szakasz meghatározó erejű a fajta fejlődésére és későbbi elterjedtségére.
1919-ben a Saint Germain-i békeszerződéssel ketté vált Észak- és Dél-Tirol. Észak-Tirol továbbra is osztrák terület maradt, Dél-Tirol pedig Olaszországhoz került. A haflingi állomány nagyobb része osztrák területen működött. A szigorú tenyésztési fegyelem és gondos szelekció gyors tenyésztési előrehaladást eredményezett. 1920-ban megindult az első tenyésztőtársaság szervezése és 1921-ben meg is alakították Zamsban. Ekkor szervezték meg az első tenyészszemlét és kiállítást.
A tenyésztés negyedik szakasza 1924-1947 közötti időszakra esik. Dr. Karl Thurner 1926-ban megjelentette az első haflingi kancatörzskönyvet, amelyet aztán 1938-ban kiegészített a mének genealógiai vonalával. Hét vonalalapító mént tartanak számon:
Bolzano (1915), Nibbio (1920), Willi (1921), Stelvio (1923), Anselmo (1926), Massimo (1927), Student (1927).
1947 és 1961 között az ötödik fejlődési szakaszban felfejlesztették a minőségi kancacsaládokat, következetes fajtatiszta tenyésztést valósítottak meg, és bekapcsolódtak a nemzetközi tenyésztésbe. 1976-ban megalakult a Haflingi Lovat Tenyésztők Világszövetsége, melynek egyik legjelentősebb tiroli tenyésztő szervezete a Haflingi Lovat Tenyésztők Szövetsége Ebbsben. Magyarországon a Póni és Kislótenyésztők Országos Egyesülete, mely a Világszövetségnek is tagja, a haflingi fajta fenntartója.
A fajta népszerűségét bizonyítandó, Ebbsben minden év júliusában nagyszabású lószemléket és árveréseket tartanak, ahol hatalmas összegekért találnak új gazdára a kitűnő egyedek.